# Wimbledon 2015
De 129e editie van de Wimbledon Championships werd gespeeld van maandag 29 juni tot en met zondag 12 juli 2015. Voor de vrouwen was dit de 122e editie van het  grastoernooi. Het toernooi werd gespeeld bij de All England Lawn Tennis and Croquet Club in de wijk Wimbledon van de Britse hoofdstad Londen.
Bij het mannenenkelspel was Serviër Novak Đoković de titelverdediger. Hij slaagde erin zijn titel te prolongeren. De titelverdedigster bij het vrouwenenkelspel was de Tsjechische Petra Kvitová. De titel werd gewonnen door Serena Williams uit de Verenigde Staten. Het mannendubbelspel in 2014 werd gewonnen door de Canadees Vasek Pospisil en Amerikaan Jack Sock. De titel ging naar de Nederlander Jean-Julien Rojer en de Roemeen Horia Tecău. Bij de vrouwen was het Italiaanse duo Sara Errani en Roberta Vinci titelhouder – wegens beëindiging van hun samenwerking verdedigden zij hun titel niet. Martina Hingis (Zwitserland) en Sania Mirza (India) grepen de zege. De titel in het gemengd dubbelspel werd verdedigd door Samantha Stosur uit Australië en Nenad Zimonjić uit Servië. Winnaars werden de Zwitserse Martina Hingis en Leander Paes uit India.
Het toernooi van 2015 trok 484.391 toeschouwers

## Toernooikalender
Alleen het enkelspel voor zowel de vrouwen als de mannen nam de volledige twee weken in beslag. Enkele van de mannen- en vrouwendubbelspelpartijen werden omwille van het schema al eerder gespeeld dan volgens de kalender gepland. Het juniorentoernooi begon op 4 juli en de finales werden gespeeld op 11 en 12 juli, tegelijk met de finales van het seniorentoernooi. Gezien de geringe regenval werd middle sunday, de traditie dat er op de middelste zondag van het toernooi niet gespeeld wordt, in ere gehouden.

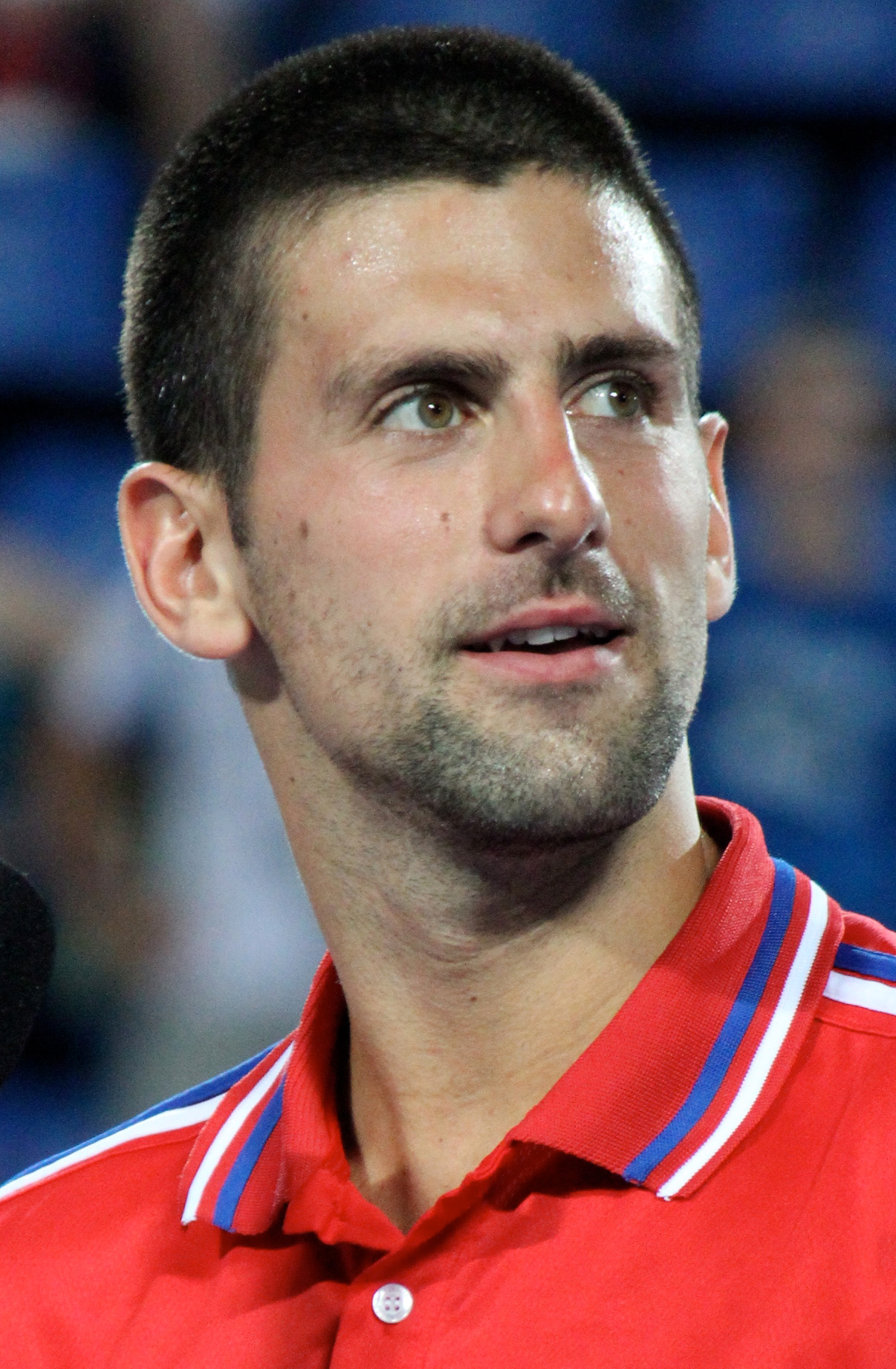
Winnaar in het enkelspel, Novak Đoković

|                    | juni 2015 | juni 2015 | juli 2015 | juli 2015 | juli 2015 | juli 2015 | juli 2015             | juli 2015 | juli 2015   | juli 2015    | juli 2015    | juli 2015    | juli 2015    | juli 2015 |
| ma 29              | di 30     | wo 1      | do 2      | vr 3      | za 4      | zo 5      | ma 6                  | di 7      | wo 8        | do 9         | vr 10        | za 11        | zo 12        |           |
| ------------------ | --------- | --------- | --------- | --------- | --------- | --------- | --------------------- | --------- | ----------- | ------------ | ------------ | ------------ | ------------ | --------- |
| mannenenkelspel    | 1e ronde  | 1e ronde  | 2e ronde  | 2e ronde  | 3e ronde  | 3e ronde  | m i d l e s u n d a y | 4e ronde  |             | kwartfinale  |              | halve finale |              | finale    |
| vrouwenenkelspel   | 1e ronde  | 1e ronde  | 2e ronde  | 2e ronde  | 3e ronde  | 3e ronde  | m i d l e s u n d a y | 4e ronde  | kwartfinale |              | halve finale |              | finale       |           |
| mannendubbelspel   |           |           | 1e ronde  | 1e ronde  | 2e ronde  | 2e ronde  | m i d l e s u n d a y | 3e ronde  | kwartfinale |              | halve finale | halve finale | finale       |           |
| vrouwendubbelspel  |           |           | 1e ronde  | 1e ronde  | 2e ronde  | 2e ronde  | m i d l e s u n d a y | 3e ronde  | kwartfinale | halve finale |              |              | finale       |           |
| gemengd dubbelspel |           |           |           |           |           | 1e ronde  | m i d l e s u n d a y | 1e ronde  | 2e ronde    | 2e ronde     | 3e ronde     | kwartfinale  | halve finale | finale    |

## Enkelspel

### Mannen
Titelverdediger was Novak Đoković. De Serviër wist zijn titel succesvol te verdedigen door in de finale de als tweede geplaatste Zwitser Roger Federer te verslaan met 7-6, 6-7, 6-4 en 6-3. Đoković won voor de derde keer Wimbledon, tevens was het zijn negende grandslamtitel.

#### Nederlanders
Namens Nederland namen twee mannen deel aan het enkelspel. Igor Sijsling bereikte het toernooi via het kwalificatietoernooi. Sijsling verloor echter in de eerste ronde van de Amerikaan Sam Querrey met 7-5, 6-3 en 6-4. Robin Haase won in de eerste ronde van de Colombiaanse kwalificatiespeler Alejandro Falla met 6-2, 3-6, 6-4 en 6-3. In de tweede ronde verloor Haase met 6-1, 6-1 en 6-4 van de als derde geplaatste Schot Andy Murray.

#### Belgen
Er deden drie Belgen mee aan het enkelspel bij de mannen. Steve Darcis verloor in de eerste ronde met 6-4, 7-6 en 6-2 van de als vijftiende geplaatste Spanjaard Feliciano López. Roberto Bautista Agut (Spanje), als twintigste geplaatst, was met 6-1, 6-3 en 7-6 te sterk voor Ruben Bemelmans. David Goffin was als zestiende geplaatst voor Wimbledon. Hij reikte tot de vierde ronde door achtereenvolgens Horacio Zeballos (Argentinië), Liam Broady (Groot-Brittannië) en Marcos Baghdatis (Cyprus) te verslaan. In de vierde ronde verloor Goffin met 7-6, 7-6 en 6-4 van de als vierde geplaatste Zwitser Stanislas Wawrinka.

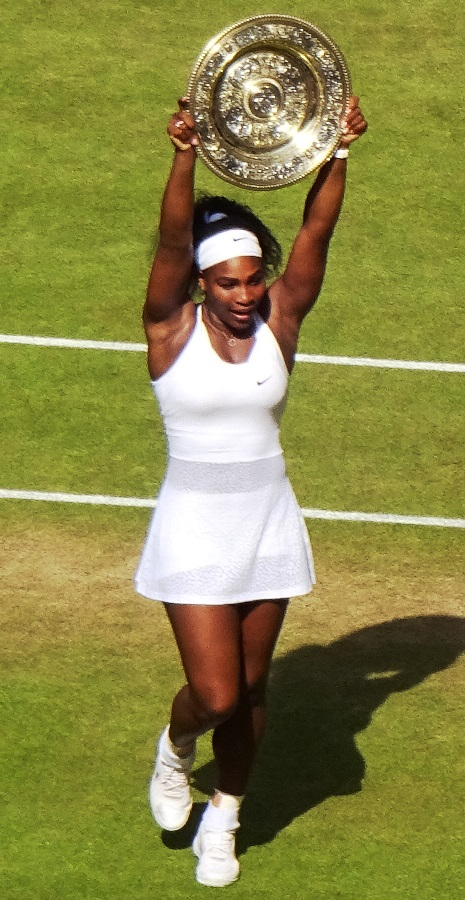
Winnares in het enkelspel, Serena Williams

### Vrouwen
Titelverdedigster was Petra Kvitová uit Tsjechië. In de derde ronde werd zij uitgeschakeld door de Servische Jelena Janković. Ook hooggeplaatste spelers zoals Simona Halep (als derde ingeschaald) en Eugenie Bouchard (twaalfde) kwamen niet ver in het toernooi, zij verloren beiden al in de eerste ronde. Het toernooi werd voor de zesde keer gewonnen door Serena Williams uit de Verenigde Staten. Zij versloeg in de finale de Spaanse Garbiñe Muguruza met 6-4 en 6-4. Daarmee completeerde zij voor de tweede maal in haar carrière de Serena Slam doordat ze de vier grandslamtoernooien achter elkaar won.

#### Nederlanders
Namens Nederland deden twee vrouwen mee met het enkelspel. Kiki Bertens verloor in de eerste ronde van de als tweede geplaatste titelverdediger Petra Kvitová uit Tsjechië met 6-1 en 6-0. Richèl Hogenkamp, die zich via het kwalificatietoernooi geplaatst had voor Wimbledon, won in de eerste ronde van de Chinese Wang Qiang met 6-4 en 6-4. In de tweede ronde verloor Hogenkamp van de als vierde geplaatste Russin Maria Sjarapova met 6-3 en 6-1.

#### Belgen
Er namen drie Belgische vrouwen deel aan het vrouwenenkelspel. Alison Van Uytvanck verloor in de eerste ronde van de Amerikaanse kwalificatiespeelster Bethanie Mattek-Sands, met 6-3 en 6-2. Yanina Wickmayer verloor na een marathonpartij met 3-6, 7-6 en 10-8 van de Russin Jelizaveta Koelitsjkova. Kirsten Flipkens won in de eerste ronde in drie sets van de Duitse Annika Beck (0-6, 6-3 en 6-4). In de tweede ronde verloor Flipkens van de als drieëntwintigste geplaatste Wit-Russin Viktoryja Azarenka.

## Dubbelspel

### Mannen
Titelverdedigers waren Vasek Pospisil (Canada) en Jack Sock (Verenigde Staten). Sock en Pospisil verloren in de derde ronde van het Brits/Australische duo Jamie Murray en John Peers. De als dertiende geplaatste Murray en Peers reikten tot de finale, hierin verloren zij van de Nederlander Jean-Julien Rojer en de Roemeen Horia Tecău. Rojer en Tecău pakten daarmee allebei hun eerste grandslamtitel in het mannendubbelspel. Tecău had daarvoor al drie Wimbledon-finales in het dubbelspel verloren.

#### Nederlanders
Er deden twee Nederlanders mee aan het mannendubbelspel. Robin Haase verloor samen met zijn Franse partner Benoît Paire met 6-3, 7-6 en 6-1 van lucky losers Marcus Daniell en Marcelo Demoliner. Jean-Julien Rojer was met zijn Roemeense partner Horia Tecău als vierde geplaatst. In de eerste ronden versloegen zij het Slowaaks/Tsjechische duo Martin Kližan en Lukáš Rosol. Kližan en Rosol gaven al in de eerste set op. In de tweede ronde wonnen Rojer en Tecău in een marathonpartij van Andre Begemann (Duitsland) en Julian Knowle (Oostenrijk). Het werd 15-13 in de vijfde en beslissende set. In de derde ronde werden de Australische wildcard-deelnemers Lleyton Hewitt en Thanasi Kokkinakis in drie sets verslagen. Rojer en Tecău waren in de kwartfinales te sterk voor het als zevende geplaatste duo Marcin Matkowski (Polen) en Nenad Zimonjić (Servië). De halve finale werd opnieuw in een marathonpartij besloten. Met 13-11 in de vijfde set waren Rojer en Tecău te sterk voor de als negende geplaatste Indiër Rohan Bopanna en de Roemeen Florin Mergea. In de finale werden de als dertiende geplaatste Jamie Murray (Groot-Brittannië) en John Peers (Australië) verslagen, met 7-6, 6-4 en 6-4.

#### Belgen
Er namen geen mannen namens België deel aan het mannendubbelspel.

### Vrouwen
Titelhoudsters Sara Errani / Roberta Vinci hadden hun samenwerking beëindigd. Errani deed helemaal niet mee aan het vrouwendubbelspel. Vinci reikte met haar landgenote Karin Knapp tot de derde ronde. De finale in het vrouwendubbelspel werd een onderonsje tussen de nummer een en twee van de plaatsingslijst. De nummers een Martina Hingis (Zwitserland) en Sania Mirza (India) bleken in drie sets te sterk voor het Russische duo Jekaterina Makarova en Jelena Vesnina (5-7, 7-6 en 7-5). Voor Hingis was dit de tiende grandslamtitel in het vrouwendubbelspel. Voor haar partner, Mirza, de eerste.

#### Nederlanders
Namens Nederland namen twee spelers deel aan het vrouwendubbelspel. Kiki Bertens verloor met haar Amerikaanse partner Alison Riske in de eerste ronde met 6-3 en 6-2 van het als vijfde geplaatste Amerikaanse koppel Raquel Kops-Jones en Abigail Spears. Michaëlla Krajicek was samen met haar Tsjechische partner Barbora Strýcová als veertiende geplaatst. In de eerste ronde wonnen Krajicek en Strýcová van het Japans/Tsjechische duo Shuko Aoyama en Renata Voráčová. Krajicek en Strýcová wisten in de tweede ronde te winnen van de Russin Vera Doesjevina en de Spaanse María José Martínez Sánchez. In de derde ronde was het als vierde geplaatste duo Tímea Babos (Hongarije) en Kristina Mladenovic (Frankrijk) met 6-4 en 6-2 te sterk voor Krajicek en Strýcová.

#### Belgen
Er deden twee Belgen mee aan het vrouwendubbelspel. Ysaline Bonaventure verloor met haar Bulgaarse partner Katalin Marosi in de eerste ronde met 6-1, 4-6 en 6-2 van het Russische duo Margarita Gasparjan en Aleksandra Panova. Alison Van Uytvanck wist met haar Taiwanese partner Chan Hao-ching in de eerste ronde te winnen van Julia Görges en Carina Witthöft, beide uit Duitsland. In de tweede ronde werd gewonnen van het wildcardduo Johanna Konta (Groot-Brittannië) en Maria Sanchez (Verenigde Staten). Van Uytvanck en Hao-ching verloren in de derde ronde met 6-2 en 6-4 van het als vijfde geplaatste Amerikaanse koppel Raquel Kops-Jones en Abigail Spears.

### Gemengd
Titelhouders waren Samantha Stosur (Australië) en Nenad Zimonjić (Servië), zij verdedigde hun titel niet. Zimonjić deed wel een poging met de Australische Jarmila Gajdošová maar strandde in de derde ronde. Het toernooi werd gewonnen door de Zwitserse Martina Hingis en de Indiër Leander Paes, zij wonnen in de finale met 6-1 en 6-1 van Tímea Babos en Alexander Peya uit Hongarije respectievelijk Oostenrijk.

#### Nederlanders
Er deden twee Nederlanders mee met het gemengd dubbelspel. Jean-Julien Rojer was met zijn Duitse partner Anna-Lena Grönefeld als elfde geplaatst. Na een bye in de eerste ronde verloor het duo met 6-4, 6-7 en 6-3 van het Australische duo Anastasia Rodionova en Artem Sitak. Michaëlla Krajicek was met Florin Mergea (Roemenië) als dertiende geplaatst. Na eveneens een bye in de eerste ronde verloren zij met 3-6, 6-3 en 6-2 van Anabel Medina Garrigues uit Spanje en Robert Lindstedt uit Zweden.

#### Belgen
Er namen geen Belgen deel aan het gemengd dubbelspel.

## Kwalificatietoernooi
Algemene regels – Aan het hoofdtoernooi (enkelspel) doen bij de mannen en vrouwen elk 128 tennissers mee. De 104 beste mannen en 108 beste vrouwen van de wereldranglijst die zich inschrijven worden rechtstreeks toegelaten. Acht mannen en acht vrouwen krijgen van de organisatie een wildcard. Voor de overige ingeschrevenen resteren dan nog zestien plaatsen bij de mannen en twaalf plaatsen bij de vrouwen in het hoofdtoernooi – deze plaatsen worden via het kwalificatietoernooi ingevuld. Aan dit kwalificatietoernooi doen nog eens 128 mannen en 96 vrouwen mee. Dat toernooi werd gespeeld op het National Tennis Centre in Roehampton.
De kwalificatiewedstrijden vonden plaats van maandag 22 tot en met donderdag 25 juni 2015.
De volgende deelnemers aan het kwalificatietoernooi wisten zich een plaats te veroveren in de hoofdtabel:

### Mannenenkelspel
1. Vincent Millot
2. Alejandro Falla
3. Elias Ymer
4. Hiroki Moriya
5. Luke Saville
6. Igor Sijsling
7. Pierre-Hugues Herbert
8. Yuichi Sugita
9. Nikoloz Basilasjvili
10. John-Patrick Smith
11. Michael Berrer
12. Dustin Brown
13. Oleksandr Nedovjesov
14. Horacio Zeballos
15. John Millman
16. Kenny de Schepper

Lucky loser
1. Luca Vanni

### Vrouwenenkelspel
1. Laura Siegemund
2. Aljaksandra Sasnovitsj
3. Xu Yifan
4. Sachia Vickery
5. Margarita Gasparjan
6. Richèl Hogenkamp
7. Volha Havartsova
8. Duan Yingying
9. Tamira Paszek
10. Petra Cetkovská
11. Bethanie Mattek-Sands
12. Hsieh Su-wei

### Mannendubbelspel
1. Sergey Betov &  Alexander Bury
2. Jonathan Erlich &  Philipp Petzschner
3. Mateusz Kowalczyk &  Igor Zelenay
4. Fabrice Martin &   Purav Raja

Lucky losers
1. Marcus Daniell &  Marcelo Demoliner
2. Gero Kretschmer &  Alexander Satschko

### Vrouwendubbelspel
1. Jelizaveta Koelitsjkova &  Jevgenia Rodina
2. Johanna Larsson &  Petra Martić
3. Wang Yafan &  Zhang Kailin
4. Magda Linette &  Mandy Minella

## Junioren
Meisjesenkelspel

Finale: Sofja Zjoek (Rusland) won van Anna Blinkova (Rusland) met 7-5 en 6-4
Meisjesdubbelspel

Finale: Dalma Gálfi (Hongarije) en Fanny Stollár (Hongarije) wonnen van Vera Lapko (Wit-Rusland) en Tereza Mihalíková (Slowakije) met 6-3 en 6-2
Jongensenkelspel

Finale: Reilly Opelka (VS) won van Mikael Ymer (Zweden) met 7-6 en 6-4
Jongensdubbelspel

Finale: Nam Hoang Ly (Vietnam) en Sumit Nagal (India) wonnen van Reilly Opelka (VS) en Akira Santillan (Japan) met 7-6 en 6-4

## Rolstoeltennis
Rolstoelmannendubbelspel

Finale: Gustavo Fernández (Argentinië) en Nicolas Peifer (Frankrijk) wonnen van Gordon Reid (Verenigd Koninkrijk) en Michaël Jérémiasz (Frankrijk) met 7-5, 5-7, 6-2.
Rolstoelvrouwendubbelspel

Finale: Yui Kamiji (Japan) en Jordanne Whiley (Verenigd Koninkrijk) wonnen van Jiske Griffioen (Nederland) en Aniek van Koot (Nederland) met 6-2, 5-7, 6-3.

## Toeschouwersaantallen en bezoekerscapaciteit
|           |        | Eerste week |         | Tweede week |
| --------- | ------ | ----------- | ------- | ----------- |
| Maandag   |        | 43.275      |         | 41.770      |
| Dinsdag   | 42.191 | 36.204      |         |             |
| Woensdag  | 43.306 | 37.220      |         |             |
| Donderdag | 43.779 | 30.640      |         |             |
| Vrijdag   | 37.807 | 30.351      |         |             |
| Zaterdag  | 39.594 | 29.501      |         |             |
| Zondag    | –      | 28.753      |         |             |
| Totaal    |        | 484.391     | 484.391 | 484.391     |

| Baan                           | Zitplaatsen                    |                                | Baan                           | Zitplaatsen |
| ------------------------------ | ------------------------------ | ------------------------------ | ------------------------------ | ----------- |
| Centre Court                   | 14.974                         |                                | Court No. 10                   | –           |
| Court No. 1                    | 11.393                         | Court No. 11                   | 114                            |             |
| Court No. 2                    | 4.063                          | Court No. 12                   | 1.065                          |             |
| Court No. 3                    | 1.980                          | Court No. 14                   | 324                            |             |
| Court No. 4                    | 170                            | Court No. 15                   | 330                            |             |
| Court No. 5                    | –                              | Court No. 16                   | 320                            |             |
| Court No. 6                    | –                              | Court No. 17                   | 318                            |             |
| Court No. 7                    | 114                            | Court No. 18                   | 782                            |             |
| Court No. 8                    | 170                            | Court No. 19                   | 305                            |             |
| Court No. 9                    | –                              |                                |                                |             |
| Totaal zitplaatsen             | Totaal zitplaatsen             | Totaal zitplaatsen             | Totaal zitplaatsen             | 36.422      |
|                                |                                |                                |                                |             |
| Bezoekerscapaciteit tennispark | Bezoekerscapaciteit tennispark | Bezoekerscapaciteit tennispark | Bezoekerscapaciteit tennispark | 39.000      |

## Ticketprijzen
| Dag       | Show courts  | Show courts | Show courts | Show courts | Ground Pass | Ground Pass  |
| Dag       | Centre Court | Court No. 1 | Court No. 2 | Court No. 3 | Gehele dag  | Na 17:00 uur |
| --------- | ------------ | ----------- | ----------- | ----------- | ----------- | ------------ |
| Maandag   | £ 50         | £ 42        | £ 39        | £ 39        | £ 25        | £ 18         |
| Dinsdag   | £ 50         | £ 42        | £ 39        | £ 39        | £ 25        | £ 18         |
| Woensdag  | £ 65         | £ 53        | £ 47        | £ 47        | £ 25        | £ 18         |
| Donderdag | £ 65         | £ 53        | £ 47        | £ 47        | £ 25        | £ 18         |
| Vrijdag   | £ 84         | £ 68        | £ 58        | £ 58        | £ 25        | £ 18         |
| Zaterdag  | £ 84         | £ 68        | £ 58        | £ 58        | £ 25        | £ 18         |
| Zondag    | –            | –           | –           | –           | –           | –            |
| Maandag   | £ 98         | £ 75        | £ 64        | £ 64        | £ 25        | £ 18         |
| Dinsdag   | £ 98         | £ 75        | £ 40        | –           | £ 20        | £ 14         |
| Woensdag  | £ 119        | £ 89        | £ 37        | –           | £ 20        | £ 14         |
| Donderdag | £ 119        | £ 56        | –           | –           | £ 20        | £ 14         |
| Vrijdag   | £ 133        | £ 36        | –           | –           | £ 15        | £ 11         |
| Zaterdag  | £ 133        | £ 33        | –           | –           | £ 15        | £ 11         |
| Zondag    | £ 160        | £ 28        | –           | –           | £ 8         | £ 5          |

1. ↑  Een Ground Pass gaf toegang tot het tennispark. Met een Ground Pass had men vrije toegang om wedstrijden te bekijken op de niet-gereserveerde plaatsen op de show courts No.3, No.12 en No.18. Daarnaast gaf de Ground Pass toegang tot de buitenbanen No.4-No.11, No.14-No.17 en No. 19, volgens het principe 'wie het eerst komt, het eerst maalt'.
2. 1 2  Deze tickets waren inclusief een Ground Pass en gegarandeerde een zitplaats voor de gehele dag op de betreffende baan.

## Uitzendrechten
In Nederland was Wimbledon te zien bij de betaalzender FOX Sports. De zender zette naast de zes lineaire tv-kanalen ook de online tv-dienst FOX Sports GO in om het tennistoernooi zo uitgebreid mogelijk in beeld te brengen. De finales van het mannen en vrouwenenkelspel werden conform de Mediawet 2008 uitgezonden op het open kanaal Fox. 
De uitzendingen werden wisselend door Jan Joost van Gangelen, Toine van Peperstraten en Hélène Hendriks gepresenteerd. De presentatoren werden bijgestaan door de analyses van onder meer Raemon Sluiter, Paul Haarhuis en John van Lottum. Verslaggever Pascal Kamperman en Jacco Eltingh waren namens FOX Sports aanwezig in Londen voor het laatste nieuws, interviews en reportages.
Verder kon het toernooi ook gevolgd worden bij de Britse publieke omroep BBC, waar uitgebreid live-verslag werd gedaan op de zenders BBC One en BBC Two.